# Ibarguren
Ibarguren es un concejo del municipio de Aspárrena, en la provincia de Álava.

## Toponimia
En el año 1025 en la Reja de San Millán, consta como Ibarguren.Otras denominaciones que ha tenido son Iuarguren (1257) o Ybarguren (1500).

## Geografía física
El concejo está al pie del monte Ataun (1.154 m., Sierra de Urbasa), a 617 m. de altura. El lugar se asienta sobre terrenos de micritas arcilloso-limosas. Al N. del mismo aparecen terrenos constituidos por biosparitas y biomicritas. En su parte S. encontramos terrenos formados por micritas arcillosas y limosas.Se encuentra a 6,8 km al sureste de Araia y forma parte de la Cuadrilla de Llanada Alavesa.
|                | Norte: Ilarduia       | Nordeste: Eguino |
| Oeste: Urabáin |                       | Este: Andóin     |
|                | Sur: Sierra de Urbasa |                  |

## Historia

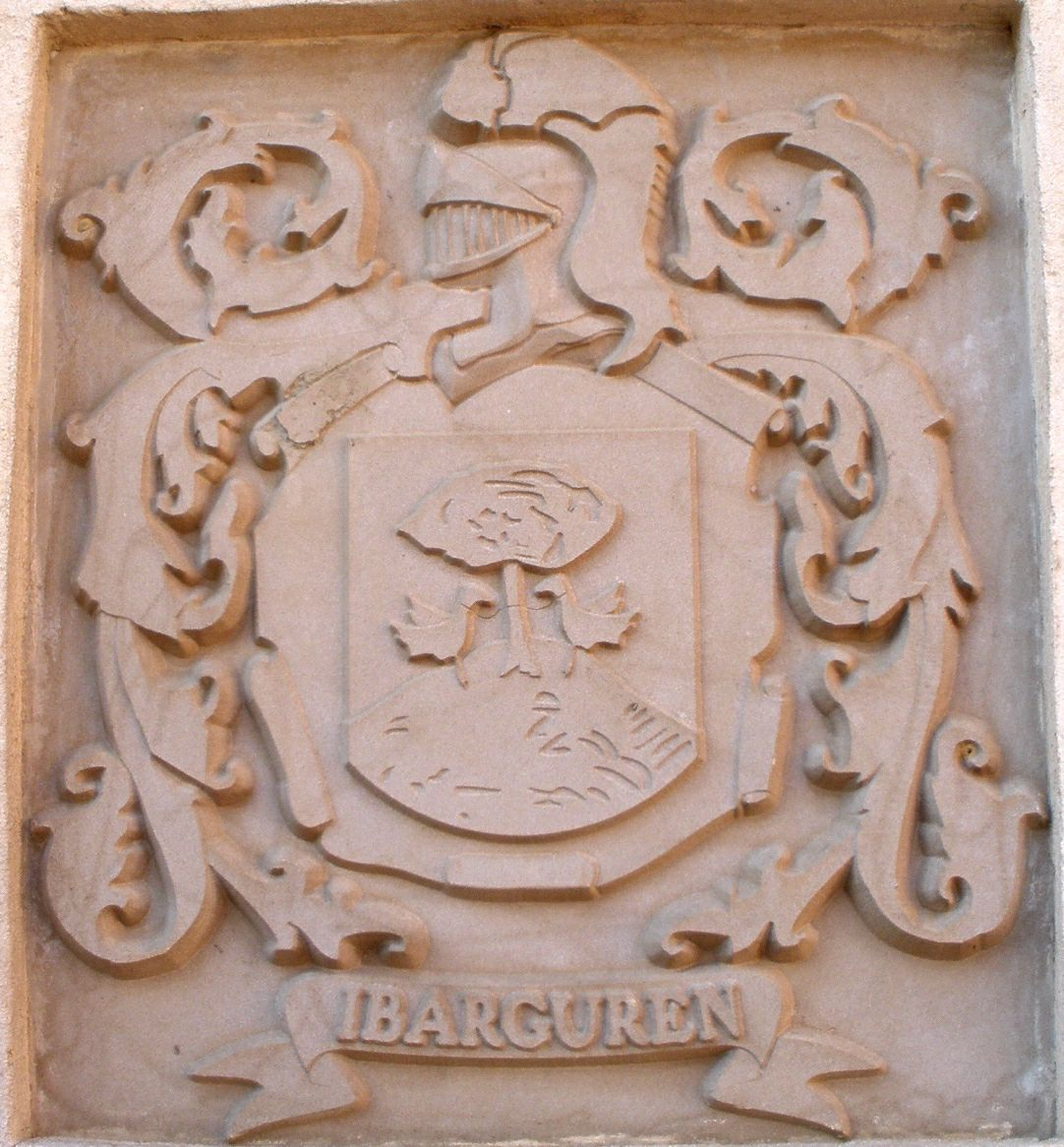
Escudo de Ibarguren en la iglesia parroquial de San Martín

Una piedra de 0,86 x 0,35 metros de la época romana, hallada en el pórtico de la iglesia y que se encuentra en el Museo de Arqueología de Álava, podría ser testigo de una antigüedad aun mayor. Si la misma fuera del mismo Ibarguren, daría testimonio de la presencia de los romanos en el lugar, pero podría haber sido trasladada desde otro sitio.
Hacia mediados del siglo XIX, el lugar, ya por entonces perteneciente a Aspárrena, tenía contabilizada una población de veinte habitantes. Aparece descrito en el noveno volumen del Diccionario geográfico-estadístico-histórico de España y sus posesiones de Ultramar de Pascual Madoz con las siguientes palabras:

IBARGUREN: l. del ayunt. de Asparrena en la prov. de Alava (á Vitoria 5 1/2 leg.), part. jud. de Salvatierra (1 1/2), c. g. de las Provincias Vascongadas, aud. terr. de Burgos, dióc. de Calahorra (12). sit. al N. de la subida de la sierra de Urbasa. clima saludable. Tiene 5 casas, igl. parr. (San Martin), servida por el mismo cura de Andoain, de que es aneja: en su pórtico se halla la siguiente inscripcion romana: ANICIVS REBVRRVS REBVRRINI FAJLXXV. H. S. L. que suplidas las letras de los paréntesis dice: Anicio Reburro hijo de Reburrino, de 75 años de edad, está enterrado aqui. Para beber y demas usos domésticos se surten los vec. de varias fuentes. El térm. confina N. Ilarduya; E. Andoain; S. montes comunes y sierra de Encia, y O. Urabain, comprendiendo dentro de su circunferencia mucho robledo, hayas, avellanos, abedules, fresnos y espinos albares, que se crian en los montes. El terreno es de mediana calidad: hay abundancia de yerba y pastos para ganado. Los caminos son locales. El correo se recibe de Salvatierra. prod. trigo, maiz, cebada, avena, habas, patatas y varios mistos: mantiene ganado caballar, vacuno, lanar y cabrío; hay caza de perdices, codornices, becadas, liebres, zorros y algun lobo. pobl.: 5 vec., 20alm. riqueza y contr.: con su ayunt. (V.) En el térm. comunero de Ibarguren, Andoain y Eguino existe un cas. denominado Caravida, un parador construido recientemente y la casa del portazgo, una de las mejores de su clase que tiene la prov. y la última que se encuentra en la carretera de Vitoria á Pamplona.
(Madoz, 1847, pp. 364-365)

En 2022, tenía empadronados diecisiete habitantes.

## Demografía
| Gráfica de evolución demográfica de Ibarguren entre 2000 y 2017 |
|                                                                 |
| Población de derecho según los censos de población del INE.     |

## Cultura

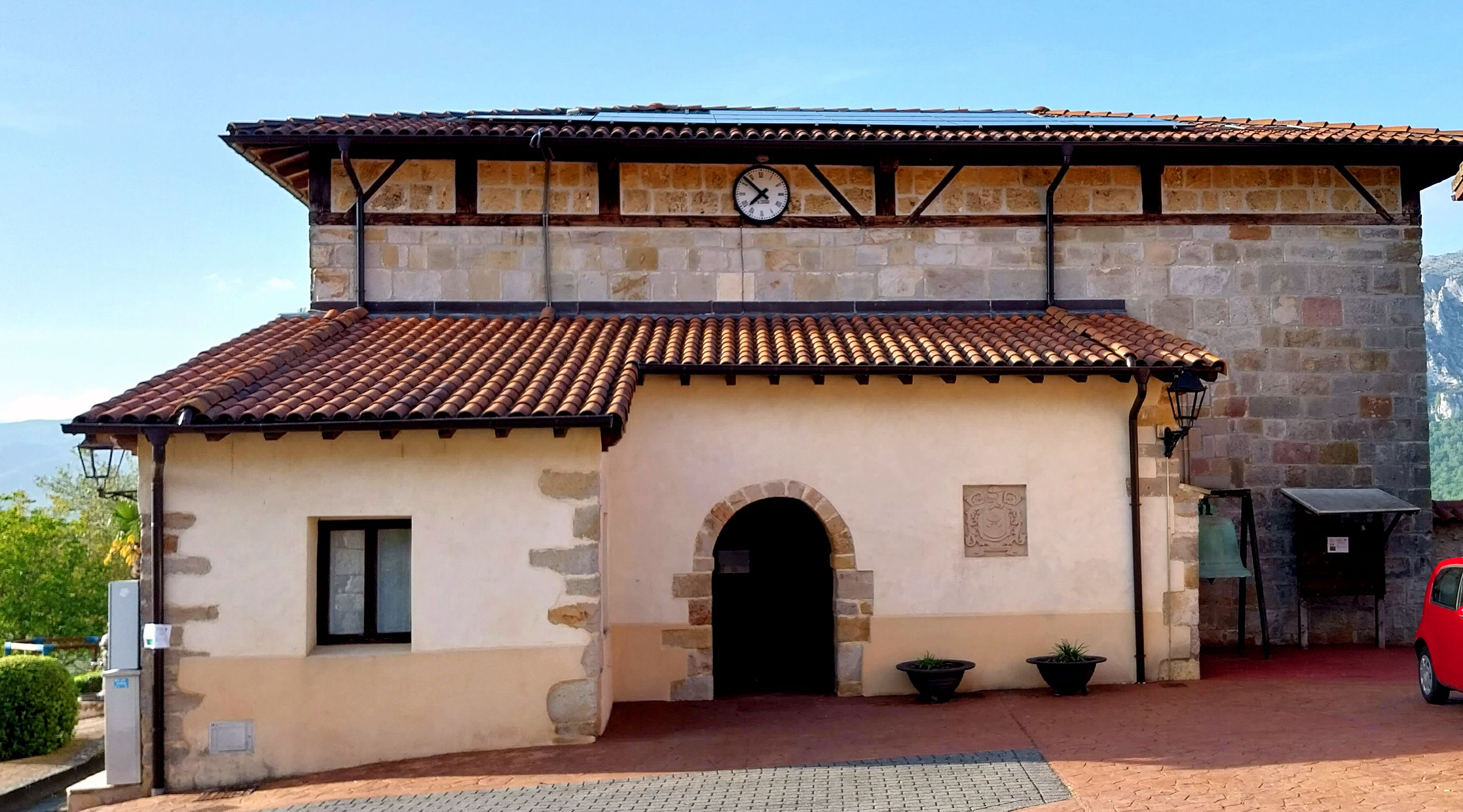
Iglesia de San Martín de Tours

### Patrimonio material
- Iglesia de San Martín.[8][9]
- Fuente.[10]

### Patrimonio inmaterial
- Fiestas en septiembre.[11]